# Casatschok
Casatschok è una canzone italiana scritta sulla melodia del brano musicale russo Katjuša di Matvej Blanter. Fu presentata per la prima volta al Cantagiro 1969, interpretata dall'allora ventitreenne Dori Ghezzi, testi italiani di D.A. Ciotti e Giancarlo Guardabassi. Nel 1967 Matthews and His King's Port Band incide la versione strumentale, a 45 giri, di Boris Rubaschkin (Combo Record, HP 8018); esiste anche l'esecuzione da parte di Gepyosky  e i suoi Cosacchi (RCA Italiana, PM 3486), brano inserito nella compilation del 1970 Canzoni di oggi - Successi di sempre (RCA Italiana, RDI 16).

## Descrizione
Il termine Casatschok, che nel testo si riferisce al nome di un "piccolo cosacco" che insegna il suo ballo a chi vuole entrare nella steppa, è in realtà una traslitterazione libera del termine Kazačok (in russo Казачок?), che si riferisce ai cosacchi. Spesso il titolo della canzone viene erroneamente trascritto e conosciuto come Casatchock, Casaciok, Casaciof e talvolta (unica forma, tuttavia, foneticamente accettabile in italiano) Casaciò.